# Eduardo Frutuoso Gaio
Eduardo Nunes Frutuoso Gaio, mais conhecido como Eduardo Frutuoso Gaio (Sintra, 1892 — 1960), foi um escritor, jornalista e ferroviário português.

## Biografia

### Nascimento
Nasceu em Sintra em 1892.

### Carreira profissional, editorial e política
Foi um funcionário na Companhia dos Caminhos de Ferro Portugueses até 1952, ano em que foi reformado devido ao facto de ter atingido o limite de idade; naquela altura, exercia a posição de chefe adjunto dos Serviços de Contabilidade. Também dirigiu os Bombeiros Voluntários de Sintra, e foi director dos Serviços Municipalizados de Águas e Saneamento; participou, igualmente, no Conselho Municipal desta autarquia, tendo contribuído para o desenvolvimento o Hóquei Clube de Sintra. Também exerceu como jornalista, onde se celebrizou pela sua defesa dos assuntos relacionados com Sintra, e publicou, no âmbito das comemorações do primeiro centenário do transporte ferroviário em Portugal, o livro Apontamentos da História dos Caminhos de Ferro em Portugal.

### Falecimento
Faleceu em 1960, com a idade de 68 anos, tendo sido enterrado no Cemitério de S. Marçal, em Sintra.

## Homenagens
Recebeu, em 1953, a Medalha de ouro de 1.ª classe da Câmara municipal de Sintra, pelos serviços prestados naquele concelho durante vários anos, com relevância para a organização das festas de Nossa Senhora do Cabo, que atraíram milhares de visitantes àquela localidade.